# James Patrick Stuart
James Patrick Stuart (Encino, California; 16 de junio de 1968) es un actor estadounidense de cine y televisión.

## Biografía
Stuart nació el 16 de junio de 1968, en Hollywood, California, de padres ingleses, Chad y Jill Stuart. Su padre era la mitad del dúo de folk rock británico de la década de 1960 Chad & Jeremy. Como su padre formaba parte de un dúo pop, Stuart pasó gran parte de su infancia en estudios de grabación. Como actor infantil, se hizo llamar Patrick Stuart y protagonizó la serie televisiva Galactica 1980 como Doctor Zee.
James es conocido sobre todo por sus papeles en series de televisión como CSI: Las Vegas, Cinco razones (para no salir contigo) o Nip/Tuck, pero también ha participado poniendo la voz en la versión en inglés de varios videojuegos como por ejemplo Kingdom Hearts II o Call of Duty 2. Comenzó a actuar desde que era pequeño, por lo que a temprana edad ya comenzaba a ser visto en series de gran éxito. También hizo la voz de Private —Cabo en el doblaje español— en la serie de Los pingüinos de Madagascar.

## Vida personal
Stuart reside en Los Ángeles, California con su esposa Jocelyn y sus dos hijos.

## Filmografía

### Animación
- American Dad! (2005) - voces adicionales
- Wolverine and the X-Men (4 episodios, 2008–09) como Avalanche
- The Penguins of Madagascar (42 episodios, 2008–2015)[1] como Cabo, Joey, voces adicionales.
- Phineas and Ferb (2008–15) - voces adicionales
- Winx Club (Nickelodeon version) como Mike, padre adoptivo de Bloom
- Scooby-Doo! Abracadabra-Doo (2010) (voz)
- The Penguins of Madagascar: Operation: DVD Premiere (2010) (voz)
- Justice League: Crisis on Two Earths (2010) (voz)
- Scooby-Doo! Spooky Games (2012) (voz)
- Monsters vs. Aliens (2013) como Presidente Hathaway (voz)
- Justice League: The Flashpoint Paradox (2013) (voz)
- Beware the Batman como David Hull (2013) (voz)
- Blaze and the Monster Machines (2014) (voz de Zeg)
- Be Cool, Scooby-Doo (2015) (voz de Colson McCready)
- Lego Star Wars: The Freemaker Adventures (2016) (voz de Dengar)

### Videojuegos
- Call of Duty 2 - Soldado MacGregor
- Call of Duty: Black Ops - voces adicionales
- Call of Duty: Modern Warfare 3 - Cabo Griffen
- Call of Duty: Ghosts - voces adicionales
- Diablo III - voces adicionales
- Diablo III: Reaper of Souls - voces adicionales[2]
- Disney Infinity - voces adicionales[3]
- Disney Infinity 3.0 - voces adicionales[4]
- Epic Mickey 2: The Power of Two - voces adicionales
- Ice Age: Dawn of the Dinosaurs - Buck
- Kinect Disneyland Adventures - Black Barty
- Kingdom Hearts II - Xigbar
- Kingdom Hearts 358/2 Days - Xigbar
- Kingdom Hearts Birth by Sleep - Braig
- Kingdom Hearts 3D: Dream Drop Distance - Braig/Xigbar
- Kingdom Hearts HD 1.5 ReMIX - Xigbar
- Kingdom Hearts HD 2.5 ReMIX - Braig/Xigbar
- Kingdom Hearts HD 2.8 Final Chapter Prologue - Braig/Xigbar
- The Amazing Spider-Man - voces adicionales
- Toy Story 3: The Video Game - voces adicionales

### Series
- Sliders (Salto al infinito) 2x09 - "Obsesión" (1997) - Derek Bond
- Frasier, temporada 5, cap. 15 - "El albergue de esquí" (1997) - Guy